# 제티 (웹 서버)
제티는 자바 HTTP (웹) 서버이자 자바 서블릿 컨테이너이다. 웹 서버가 보통 문서를 사람들에게 제공하는 것과 관련된 반면, 제티는 대규모 소프트웨어 프레임워크에서 기계와 기계의 커뮤니케이션에 사용된다. 제티는 자유 소프트웨어이고 이클립스 재단의 오픈소스 프로젝트로 개발되었다. 제티는 웹서버로 다음과 같은 제품에 사용된다: Apache ActiveMQ, Alfresco, 아파치 제로니모, 아파치 메이븐, Apache Spark, Google App Engine, 이클립스, FUSE, iDempiere, Twitter's Streaming API, Zimbra. 제티는 다음과 같은 오픈소스 프로젝트에도 사용된다: Lift, Eucalyptus, Red5, 하둡, I2P. 제티는 최신 버전의 자바 서블릿 API (JSP 포함)을 지원할 뿐만 아니라, HTTP/2와 웹소켓 프로토콜도 지원한다.

## 개요
2009년 제티가 이클립스로 옮겨가면서, 독립적인 오픈 소스 프로젝트로 개발되었다. 제티는 웹 서비스를 제공한다. 제티는 임베디드 자바 애플리케이션에서 웹 서비스를 제공하고, 이미 이클립스 IDE의 컴포넌트로 포함되어 있다. 제티는 AJP, JASPI, JMX, JNDI, OSGi, WebSocket과 기타 자바 기술들을 지원한다.

## 역사
원래 미국 시드니 Balmain의 교외에서 소프트웨어 엔지니어 Greg Wilkins이 개발했으며, 제티는 원래 Mort Bay Server의 HTTP 서버 컴포넌트였다. (Mort Bay는 Balmain의 지역 중 하나)
제티는 원래 IssueTracker라는 앱으로 불렸고, 나중에는 MBServler (Mort Bay Servlet server)라고 불렸다. 두 이름 모두 인기가 많았지만 결국 제티라는 이름으로 정해졌다.
제티는 1995년 시작되어 MortBay가 1.x와 2.x 버전을 2000년까지 개발했다. 2000~2005년 동안은 sourceforge.net에서 3.x, 4.x, 5.x 버전을 개발했다. 2005년, 전체 제티 프로젝트가 codehaus.org로 옮겨졌다. 2009년에는 제티의 코어 컴포넌트는 Eclipse.org 로 옮겨졌고 codehaus.org 가 계속해서 7.x, 8.x 버전의 통합, 확장, 패키징을 맡았다.(9.x 버전 제외) 2016년 기준으로, 제티의 메인 저장소는 github 으로 옮겨졌으나 아직 이클립스 재단의 IP 프로세스 하에 있다.
| Version | Home              | Java Version | Protocols                                | Servlet Version           | JSP Version | Status                              |
| ------- | ----------------- | ------------ | ---------------------------------------- | ------------------------- | ----------- | ----------------------------------- |
| 9.3.x   | Eclipse           | 1.8          | HTTP/1.1, HTTP/2, WebSocket JSR356, SPDY | 3.1                       | 2.3         | Stable since 2015-02-25             |
| 9.2.x   | Eclipse           | 1.7          | HTTP/1.1, WebSocket JSR356, SPDY         | 3.1                       | 2.3         | Stable since 2014-04-16             |
| 9.1.x   | Eclipse           | 1.7          | HTTP/1.1, WebSocket JSR356, SPDY         | 3.1                       | 2.3         | Stable since 2013-11-18             |
| 9.0.x   | Eclipse           | 1.7          | HTTP/1.1, WebSocket, SPDY                | 3.0 (tracking 3.1 drafts) | 2.2         | Stable since 2013-03-08             |
| 8.x     | Eclipse, Codehaus | 1.6          | HTTP/1.1, WebSocket, SPDY                | 3.0                       | 2.1         | End of Life                         |
| 7.x     | Eclipse, Codehaus | 1.5, J2ME    | HTTP/1.1, WebSocket, SPDY                | 2.5                       | 2.1         | End of Life                         |
| 6.x     | Codehaus          | 1.4–1.5      | HTTP/1.1                                 | 2.5                       | 2.0         | Vintage (Still only used by Gilles) |
| 5.x     | SourceForge       | 1.2–1.5      | HTTP/1.1                                 | 2.4                       | 2.0         | Antediluvian                        |
| 4.x     | SourceForge       | 1.2, J2ME    | HTTP/1.1                                 | 2.3                       | 1.2         | Ancient                             |
| 3.x     | SourceForge       | 1.2          | HTTP/1.1 RFC2068                         | 2.2                       | 1.1         | Fossilized                          |
| 2.x     | Mortbay           | 1.1          | HTTP/1.0 RFC1945                         | 2.1                       | 1.0         | Legendary                           |
| 1.x     | Mortbay           | 1.0          | HTTP/1.0 RFC1945                         | Mythical                  |             |                                     |

## 추가
- 애플리케이션 서버
- 자바 애플리케이션 서버 목록
- 자바 플랫폼, 엔터프라이즈 에디션
- 자바 서블릿
- 자바서버 페이지

## 같이 보기
- 웹 애플리케이션 서버